# Florentijnse geschiedenissen

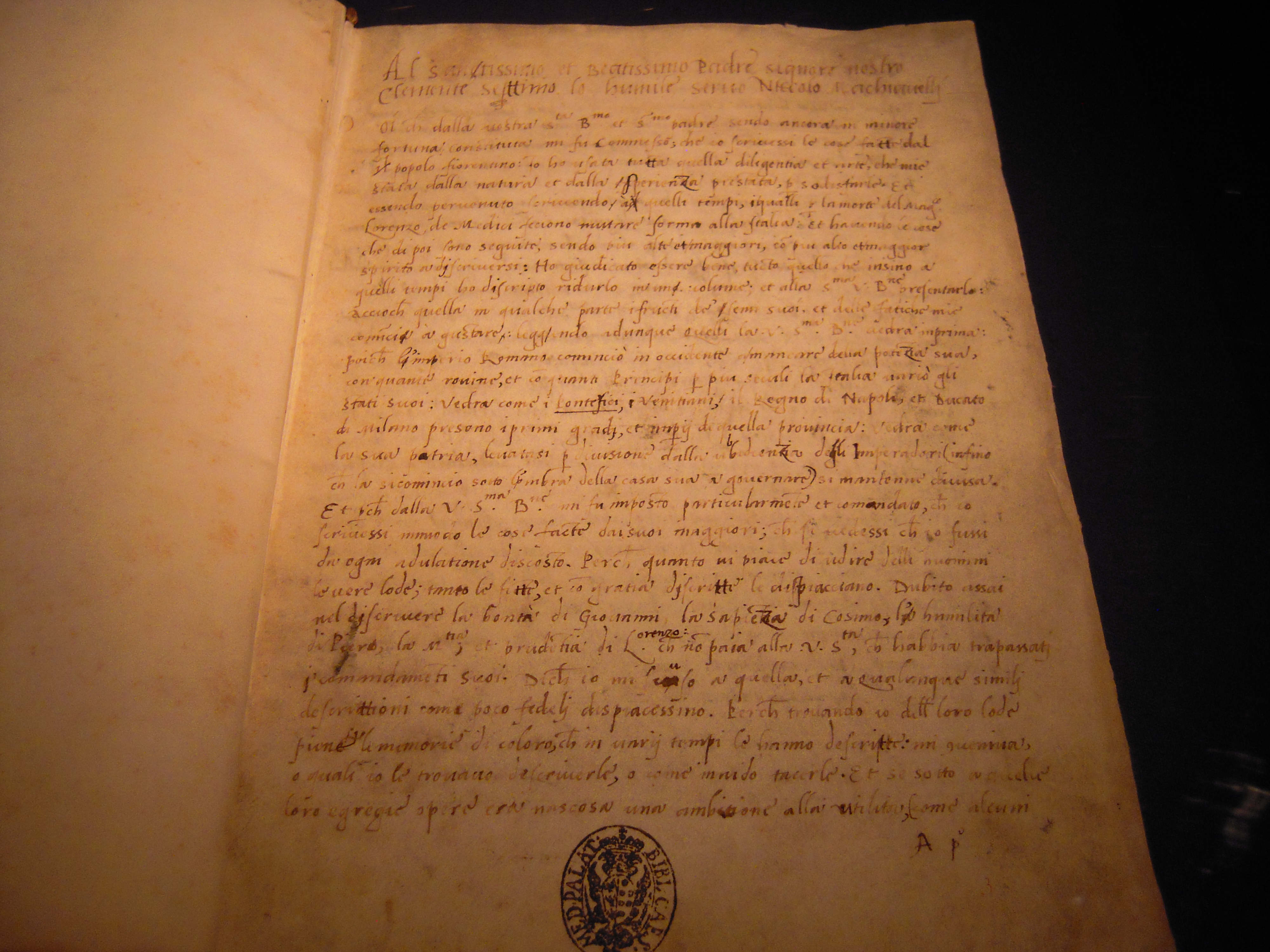
Manuscript Machiavelli van de Florentijnse geschiedenissen.

Florentijnse geschiedenissen (Istorie fiorentine) is een geschiedkundig werk van Niccolò Machiavelli uit 1525. Hij werd in november 1520 benoemd tot officiële geschiedschrijver van de stad Florence en voltooide de Florentijnse Geschiedenissen in 1525.
Machiavelli schilderde Florence af als een verdeelde stad met grote interne vijandschappen tussen de burgers. Florence had niet één splitsing, maar vele. Politiek tussen partijen en coalities, economisch tussen patriciërs en gilden, sociaal tussen burgers en arbeiders. Als ooit in enige republiek haar gespletenheden opmerkelijk waren, dan zijn die van Florence wel de opmerkelijkste. Machiavelli beschreef hoe die tegenstellingen weerspiegeld werden in de institutionele structuur, de politieke clans en de sociale groeperingen. Het werk druipt van het patriottisme en besteedt bijzondere aandacht aan gebeurtenissen die de politieke theorieën van Machiavelli ondersteunen.
De Medici verwachtten van de geschiedschrijver een welwillende uitbeelding van hun familie. Machiavelli droeg het werk op aan paus Clemens VII als diens onderdanige slaaf. De geschiedenis ging van 1434 tot 1494, het begin en voorlopig einde van de Medici-dynastie. Hun grondlegger Cosimo de' Medici de Oude was de aanzienlijkste burger in civiel die ooit een stad gekend had. Over Lorenzo de Luisterrijke: Niet alleen in Florence, maar ook in Italië stierf nimmer een man die om zijn schranderheid zo’n grote faam genoot en na wiens verlies zijn vaderland zo droevig was geweest.
De alruinwortel · Belfagor · Clizia · Descrizione del modo tenuto dal Duca Valentino nell' ammazzare Vitellozzo Vitelli, Oliverotto da Fermo, il Signor Pagalo e il Duca di Gravina Orsini · Florentijnse geschiedenissen · De krijgskunst · Het leven van Castruccio Castracani · Verhandeling over de hervorming van de Florentijnse staat na de dood van Lorenzo · Verhandelingen over de eerste tien boeken van Titus Livius · De vorst